# Hardee's
Hardee's es una cadena de restaurantes de comida rápida, que se encuentra principalmente en el medio oriental de los Estados Unidos, en el Sur, Sureste, Oriente y las regiones de la costa. Hay varios restaurantes situados en el Medio Oeste también. Junto con su hermana cadena de restaurantes Carl's Jr., Hardee's es la franquicia número cinco en EE.UU, después de McDonald's, Burger King, y Wendy's.

## Perfil de la compañía

### Historia
El fundador de Hardee's, Wilbur Hardee, abrió su primer restaurante en Greenville, Carolina del Norte en 1960. Basado en la fuerza de sus muchos y variados elementos de menú incluido el Huskee, la cadena experimentó un rápido crecimiento de la franquicia y, en menor medida, por la adquisición de otras cadenas de restaurantes. La primera "franquicia" tienda abrió sus puertas en Rocky Mount, Carolina del Norte en mayo de 1961 por Jim Leonard Gardner y Rawls. La cadena tenía su sede en Rocky Mount hasta 2001.

### La década de 1960
Muchos Hardee's originales se construyeron con un edificio de estilo hexagonal con un techo señalado. En consonancia con ese tema, por un corto período, las hamburguesas de Hardee's eran en realidad hexagonal, en especial el cuarto de libra hamburguesas. A partir de 1965, los franquiciados podían elegir entre cuatro diferentes signos de pie, con el "Inicio de la Huskee" eslogan designado HH-1. Otro prometido es "Jet Service - Charco parrilla". 

### La década de 1970
En los primeros de los años 1970, el ordinario de las funciones del menú, un Big Twin (dos paties una única hamburguesa con salsa) y el Big Deluxe (un cuarto de libra hamburguesa con un amargo mayonesa). Hardee's Sandy's fueron comprados en 1972, pero sobre todo hizo hincapié en el crecimiento de franquicias en la fuerza y en la belleza de su menú. Durante el decenio de 1970, cuando Hardee's vio un crecimiento rápido, las hamburguesas eran "charco de la parrilla", y se cocina en un proceso utilizando llamado "características de las rocas" que causó el contenido de materia grasa que goteaba fuera de la cocina para encender el sector de la carne de un distintivo de "asado de llama", Etc. El charco-asado se suspendió todo proceso de los 80 y 90. Charbroilin se volvió a introducir en 2001, con la adición de sus Thickburger (un tipo de hamburguesa) en su menú. 
Campañas de publicidad a principios de 1970 incluyó dibujos animados de un'49er, "Giddyup Gilbert", y su némesis, una revestida de púrpura villano llamado "Speedy McGreedy". los anuncis en radio aparece "Mama Cass" Elliot cantando el jingle "Dense, prisa en bajar a Hardee's, en que las hamburguesas son el charco la parrilla!" Los anuncios se retiraron después de su muerte.

### La década de 1980 y 1990
Hardee's se vio afectada por la adquisición des sus acciones en la década de 1980. Un nuevo equipo de gestión en la búsqueda de principios (del decenio de 1980) para reducir los costes de preparación, de inmediato cambió la receta de la hamburguesa. Cuando las ventas disminuyeron, la cadena decidió eliminar por completo el buque insignia de los elementos de menú del Big Twin y el Big Deluxe. El Hardee's de los años 80 y 90 fue frecuentemente criticado por su muy baja calidad de hamburguesas. La cadena tiene más de 4000 unidades en 1992. La propia cadena de apalancamiento para adquirir Burger Chef, en 1982 y Roy Rogers en 1990. Varios Hardee's lugares cerrados en la década de 1990, sin embargo, ya que la cadena se tambaleó. 
Por un breve espacio de tiempo a principios de 1990, los puntos de venta Hardee's vendió el popular pollo frito, cuya receta fueron adquiridos por Roy Rogers, lo generó que Hardee's alegó en su propaganda que lo golpearon la empresa KFC en una prueba de sabor. Sin embargo, sólo había comparado a la Receta Original de KFC, con lo que KFC se defendió con una inteligente contra-publicidad en la que afirman que sus Extra Crispy Sabroso pollo golpearon al de pollo de Hardee's. El pollo de Hardee's fue rápidamente suspendido en algunos lugares unos pocos años más tarde, con otra serie de movimientos de reducción de costos. Sin embargo, algunos Hardee's franchisers todavía ofrecen pollo frito y pollo tradicional cena de platos en unos pocos lugares. Todavía anuncian una botella de Texas Pete salsa picante con la compra de una familia de tamaño cena de pollo fueron emitidos en fecha tan reciente como el verano de 2006. En un momento la cadena amplió a más de 4000 lugares de los Estados Unidos, pero la expansión de la cadena ha contratado a menos de 2000 en los últimos años.

### Actualidad
En 1997, la cadena fue adquirida por CKE (Carl Karcher Enterprises) Restaurants, la compañía matriz de Carl's Jr de comida rápida restaurante de la cadena. (Imasco aún era propietario de los locales restantes de Roy Rogers, hasta que en 2003 tanto la marca registrada como las franquicias fueron adquiridas por Frederick bajo Plamondon Enterprises, situada en Maryland). Con el tiempo, algunos restaurantes Hardee's se convirtieron al servicio de una mayor calidad de las hamburguesas y otros productos disponibles de Carl's Jr, y también adoptó el logotipo de estrella de Carl's Jr en el proceso. Algunos lugares eran simplemente plenamente-rebranded Carl's Jr, este fue un año después de Wendy's y Tim Hortons comprado la mayoría de las tiendas de Hardee's en Michigan. 
CKE Restaurants ha sido doble marca algunos lugares Hardee's Burrito con Red, de forma similar a su Burrito Verde / Carl 's Jr doble concepto de marca. 
A partir de 2006, Hardee's opera 1993 restaurantes en 31 estados de EE.UU. Hardee's ha encontrado un nicho de mercado en los lugares más pequeños, que pueden carecer de franquicias de las otras grandes cadenas de hamburgueserías. Hardee's cerró sus restaurantes en Hong Kong el 27 de diciembre de 2006 debido a problemas con los derechos de franquicia. 
El 12 de marzo de 2007 la primera franquicia de restaurantes Hardee's (ubicada en Rocky Mount, Carolina del Norte) fue demolida para hacer espacio para un parque de veteranos memorial Laughery el nombre de Jack, un exejecutivo de Hardee ejército de EE.UU. y veterano.
Un Experimental Hardee's existían en Rocky Mount, Carolina del Norte hasta 2005. Este Hardee's es donde los elementos de menú estuvo a prueba para probar el mercado, así como los diseños de restaurantes y amenidades. Elementos de menú aparece constantemente modificado, con cosas como buffet, pizzería, philly cheesesteaks, helado de sabores únicos, y la pasta. El interior aparece una sala de estar con sofás y sillas, un televisor, y los juguetes para niños. En el exterior hay un patio de juegos similares a los de los restaurantes McDonald's.

## Disputas
En enero de 2007, Hardee's presentó un reto en contra de los EE.UU. Oficina de Patentes y Marcas por River West Brands, LLC de Chicago, para el uso de la marca Burger Chef. Poco después, volvió a publicar el nombre de Hardee's Burger Chef Big Shef sándwich, específicamente en Terre Haute, Indiana como un proceso que ofrece, y más tarde en otros lugares,. como Indiana, Ohio y Misuri y los mercados durante un tiempo limitado. La nueva publicación de la Big Shef también ha utilizado el nombre Burger Chef y el logotipo en la publicidad en los mercados que se está ofreciendo. La reclamación fue para proporcionar a los fanes de Burger Chef con su Big Shef. Algunos sostienen, sin embargo, que la iniciativa es un intento por CKE y Hardee's para prohibir la reactivación de la franquicia de Burger Chef. Las casos judiciales todavía está pendientes.

## Publicidad
En los primeros días de la absorción de CKE, Hardee's comenzaron a utilizar el logotipo de estrellas sonrientes antropomórfica que Carl's Jr ha utilizado durante muchos años. "El Hardee's Star", como se llama ahora, apareció en una serie de comerciales desempeñado por un enano en un traje semejanza de la estrella. Norm MacDonald siempre la voz de la Hardee's Star. Durante un tiempo, muchos lugares incluso Hardee's dio a la antena de libre acolchados en la forma de la recientemente aprobada estrella. La estrella sigue siendo Hardee's logo, pero dejó la mascota que aparece en los comerciales con el advenimiento de la campaña Thickburger. Un nuevo logotipo de Hardee's, fue descubierto en 2006 que figuran letras script y seguir sonriendo minimizado el icono en forma de estrella. 
A principios de anuncios durante la campaña hizo una Thickburger punto de reconocer y pedir disculpas por la mala calidad de Hardee's pasado cocina y servicio. Más tarde demostró comerciales de los adultos tratan de ajustarse a la boca de todo el gran Thickburger. 
Hardee's arrogante de comercialización no se limita sólo a las hamburguesas. Los recientes anuncios de sus productos de pollo que "hemos tiras de pechuga de pollo porque los científicos han demostrado los pollos no tienen pepitas", y otro para su 1/3-pound sándwich de pechuga de pollo que camina alrededor de un pollo con un negro "censurados" sobre la barra de Donde sus pechos sería si se trata de un humano a la música burlesco. 
En 2005, Carls Jr y Hardee's salieron al aire un comercial controvertida con la heredera Paris Hilton lavando un Bentley escasa pitanza, en un llamativo bikini al tiempo que plantea y comer una hamburguesa en una forma sensual. Carl's Jr difundieron el anuncio primero, y Hardee's seguida.

### Publicidad para niños
Aunque la franquicia de bromas vendría a criticar tales conceptos, Hardee's ha concebido varios memorable Kids' Meal juguetes a lo largo de las últimas décadas. El decenio de 1980 aparece populares, nonposeable cifras de los Pitufos, así como Beach Bunnies. Versiones de otros personajes de dibujos animados más tarde estreno, incluido el Ghostbusters y personajes de Nickelodeon. 
Otros populares licencias se obtuvo también. Marvel Comics personajes que en la edición de 1990 Marvel Super Hero Vehículos de colección. Y en el verano de 2000, DC Comics "DC Super Heroes finalmente encontró un lugar en la escena de juguete Hardee's. 
Posiblemente el más conocido de las primas de Hardee's, sin embargo, sería el Dancin 'Singin' Pasas de California. Varias colecciones de la nonposeable cifras se produjeron en 1987, 1988, 1991, y una vez más en 2001. Tradicionalmente, la que estará disponible con la compra de Hardee's pasa galletas de canela. 
Hardee's también comercializa especial de celebración pins Super Bowl a principios de 1990.

### Eslóganes
- Bajar a Hardees - Cuando las hamburguesas son Charcobroiled (60-principios de la década del 70)
- Hardee's - Mejor Eatin 'en la Ciudad, arriba y abajo y por todas partes (finales de los 70's)
- Hardee's - Dónde Ir para la Buena Gente Buena Mesa (1984)
- Estamos a te conquiste. (1989)
- ¿Está listo para la Alimentación Algunas Real? [Principios de 1990 (1984) ].
- Dulce de la cocina en Hardee's. (Mediados de 1990)
- Hardee's - Cuando la alimentación de la estrella. (1997)

## Productos y nutrición
La Monster Thickburger es un tipo de doble cheeseburger tocino con mayonesa. La hamburguesa contiene 1410 calorías (5900 kJ), 107 gramos de grasa, y 2740 mg de sodio. 
Ingredientes incluir un pan de semillas de sésamo-, mayonesa, tocino, queso, la mantequilla con sabor acortamiento y dos hamburguesas de carne de res molida hechos de los bovinos Angus, por un total de 2 / 3 libras (300 g sin cocer) de la carne. 
La comercialización de esta hamburguesa puede representar un neo-movimiento en contra de la comodidad de alimentos alarmas planteadas por los nutricionistas acerca de una epidemia de obesidad. En una entrevista en CNBC, Hardee's CEO Andrew Puzder dijo el sándwich "no era una hamburguesa de árbol huggers". La hamburguesa se parodied también en un episodio de la Late Show con David Letterman cuando el "CEO de Hardee's" salió a hablar sobre el entonces nuevo Monster Thickburger a David Letterman, sólo para morir de un ataque al corazón después de tomar un bocado. Sin embargo, las ventas de 2067-la cadena de restaurantes han aumentado de forma constante desde la introducción de la Thickburger familia en 2003, con el mismo-las ventas de tiendas al año hasta el 7,8%. 
La Monster Thickburger se basa en el Monster Burger, que había ingredientes similares, pero era del tamaño de un doble pounder cuarto lugar de los dos tercios de la libra.

### Desayuno
Mientras Hardee's ha experimentado grandes cambios en sus menús de la comida y la cena lo largo de los años, su menú de desayuno ha permanecido en gran medida sin cambios. Como resultado de ello, Hardee's mantiene la fidelidad de los clientes importantes para este momento del día. El promedio de Hardee's restaurante genera 40 a 45% de su negocio de desayuno, y la media de edad de sus clientes el desayuno es de 45, ya que es especialmente popular entre las personas mayores en el sureste de los estados. 
El núcleo de la Hardee's son su menú de desayuno de galletas bocadillos, que refleja los orígenes del sur de esta cadena. La carne de estas galletas bocadillos variar regionalmente. La mayoría de Hardee's galletas tradicionales han tarifa, como una salchicha, tocino o jamón. Más inusual bizcochos con pollo frito o filete de cerdo chop se pueden encontrar en el sureste, pero son más difíciles de encontrar en Hardee's fuera de esta región. 
En 2002, CKE Restaurants eliminado varios de los temas del desayuno en el menú, incluyendo las populares galletas de canela pasa, en un intento de centrar Hardee's en su nueva hamburguesa de menú como su hermana restaurante Carl's Jr clientes estaban molestos por la presente, y el restaurante Menos experimentado su negocio como este de los clientes todavía no ha conformado plenamente a la hamburguesa menú. Un año más tarde, los retirados fueron devueltos al menú, y Hardee's anuncian el restablecimiento de las adiciones en la televisión regional.

### Country Breakfast Burrito
Lanzado el 15 de octubre de 2007, este burrito contiene dos tortillas de huevo, panceta, salchichas, el jamón cortado en dados, el queso cheddar, hash rondas, salchicha y salsa. 
Al igual que la Monster Thickburger antes de que, este elemento de menú ha llamado la negativa críticas de los defensores de la salud y la nutrición por su alto contenido de grasa y calorías (920 calorías y 60 gramos de grasa). Jayne Hurley de El Centro para la Ciencia en el Interés Público dijo que el burrito fue "otro mal invento por una empresa de comida rápida" y que se trataba de un "desayuno bomba".

## Países
Países donde está la empresa Hardee's :
- Estados Unidos, estados donde está la empresa Hardee's

| - Alabama - Arkansas - Colorado - Delaware - Florida - Georgia - Illinois - Indiana - Iowa - Kansas | - Kentucky - Maryland - Míchigan - Minnesota - Misisipi - Misuri - Montana - Nebraska - Nueva York - Carolina del Norte - Dakota del Norte | - Ohio - Oklahoma - Pensilvania - Carolina del Sur - Dakota del Sur - Tennessee - Virginia - Virginia Occidental - Wisconsin - Wyoming |

| - Baréin - Egipto - Jordania - Kuwait | - Pakistán - Palestina - Líbano - Catar - Emiratos Árabes - Arabia Saudita - Honduras - Kazajistán - Kenia - Omán |

Casa matriz de Hardee's:
| - Malasia | - Hong Kong |